# Valadābād
Valadābād (persiska: ولد آباد) är en ort i Iran.   Den ligger i provinsen Qazvin, i den nordvästra delen av landet, 140 km väster om huvudstaden Teheran. Valadābād ligger 1 209 meter över havet och antalet invånare är 808.
Terrängen runt Valadābād är platt, och sluttar österut. Runt Valadābād är det ganska tätbefolkat, med 108 invånare per kvadratkilometer. Närmaste större samhälle är Shāl, 15,4 km väster om Valadābād. Trakten runt Valadābād består i huvudsak av gräsmarker.